# トランジスタ・コントローラ
トランジスタ・コントローラは、鉄道模型分野においては、1960年代にアメリカで開発された鉄道模型運転用の電源装置、TAT (true action throttle) に類する制御装置の俗称。他の強電・弱電分野において同様に呼ばれる装置の存在については不明でありここでは触れない。
HOゲージが盛んになり、マグネット・モータが主流になると、それまでのレオスタットによる速度調節が困難になってきた。それはモータが小さいと電流値が小さく、既存の抵抗器では電流が絞りきれず、出発時に高速で飛び出すものが増えてきたからである。
電流ではなく、電圧を制御する方式ならばマグネット・モータの搭載された機関車の運転には適する。
大電流を流せるトランジスタのエミッタ・コレクタ間を抵抗器として、ベース電圧に比例した電圧を作り出す装置がトランジスタコントローラである。ベースへの印加電圧をコンデンサからの供給とすれば、その充放電曲線にあわせて、加速、減速を実物に似せて行うことができる。コンデンサの電荷を抵抗を通じて捨てればブレーキの動作を表現することもできる。
現在、可変抵抗器だけによる電流制御方式の電源装置は非常に少なくなり、市販のものはほとんどすべて、このトランジスタ・コントローラや、その他の電子的制御を採用したものになっている。